# Anthela nicothoe
Anthela nicothoe (tên tiếng Anh: Urticating Anthelid) là một loài bướm đêm thuộc họ Anthelidae. Loài này được tìm thấy ở Úc, bao gồm Tasmania.
Sải cánh dài khoảng 70 mm đối với con đực và 100 mm đối với con cái.
Ấu trùng ăn các loài Acacia khác nhau, especially Acacia baileyana và Acacia dealbata.

## Hình ảnh

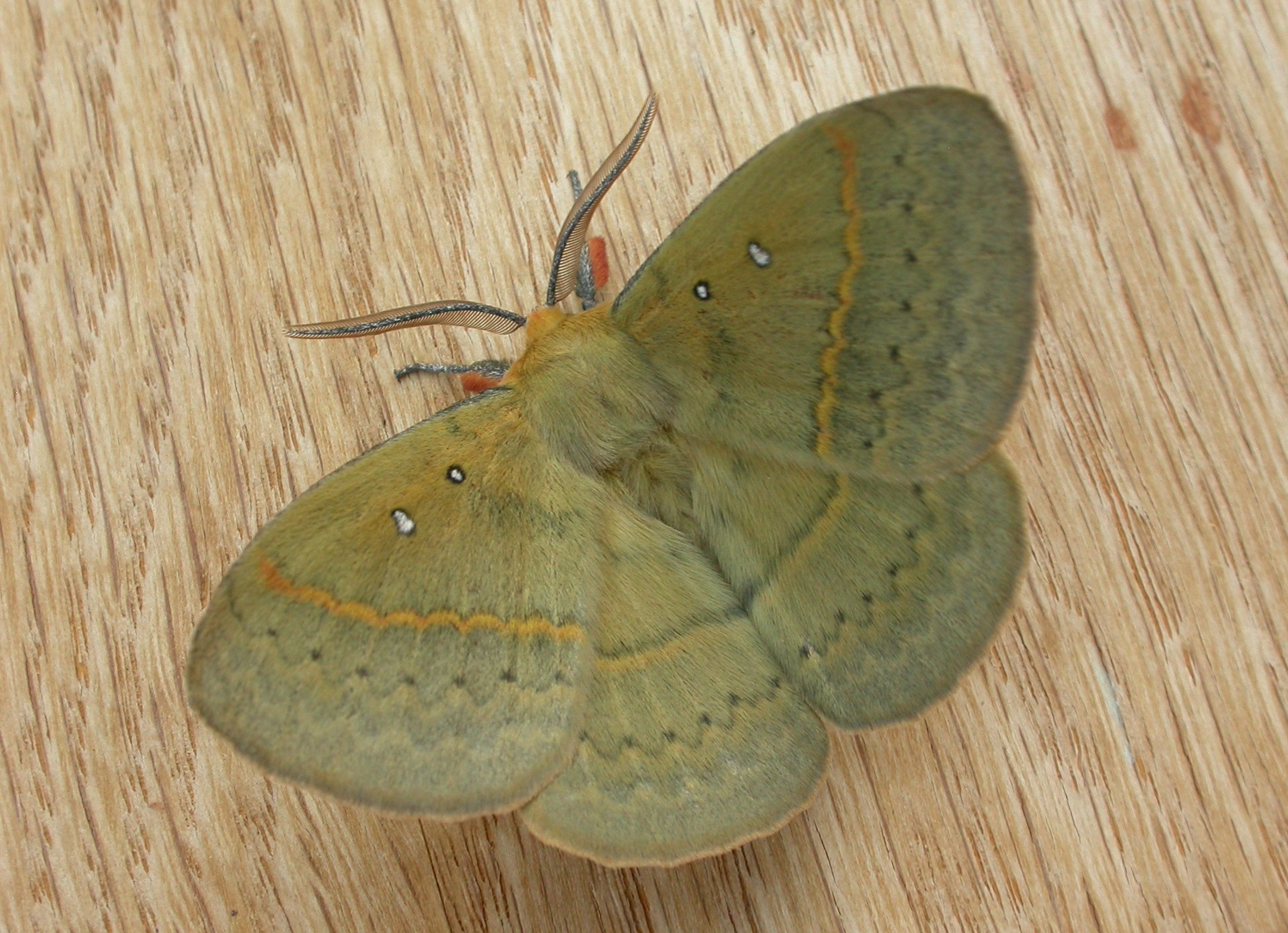
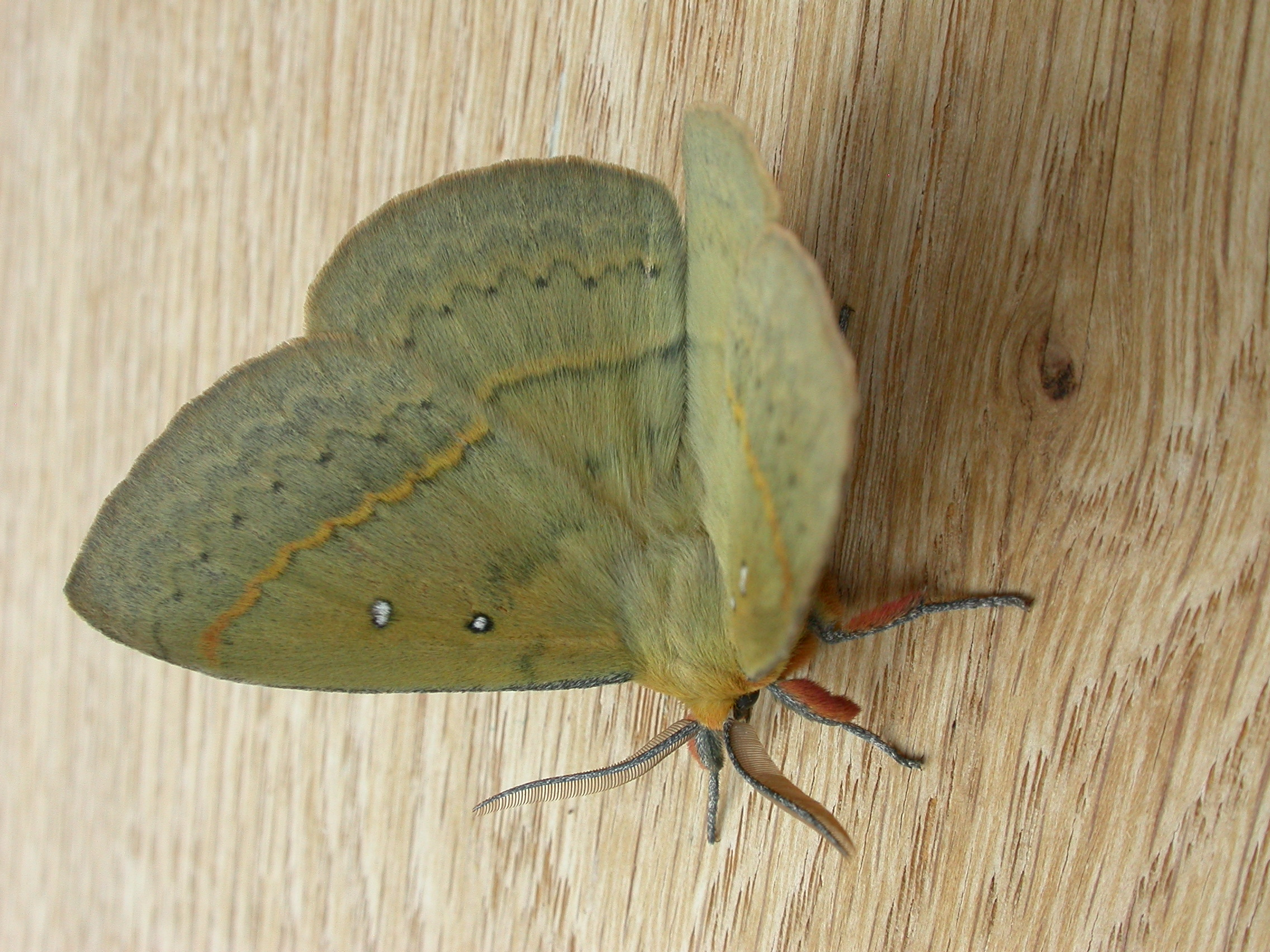
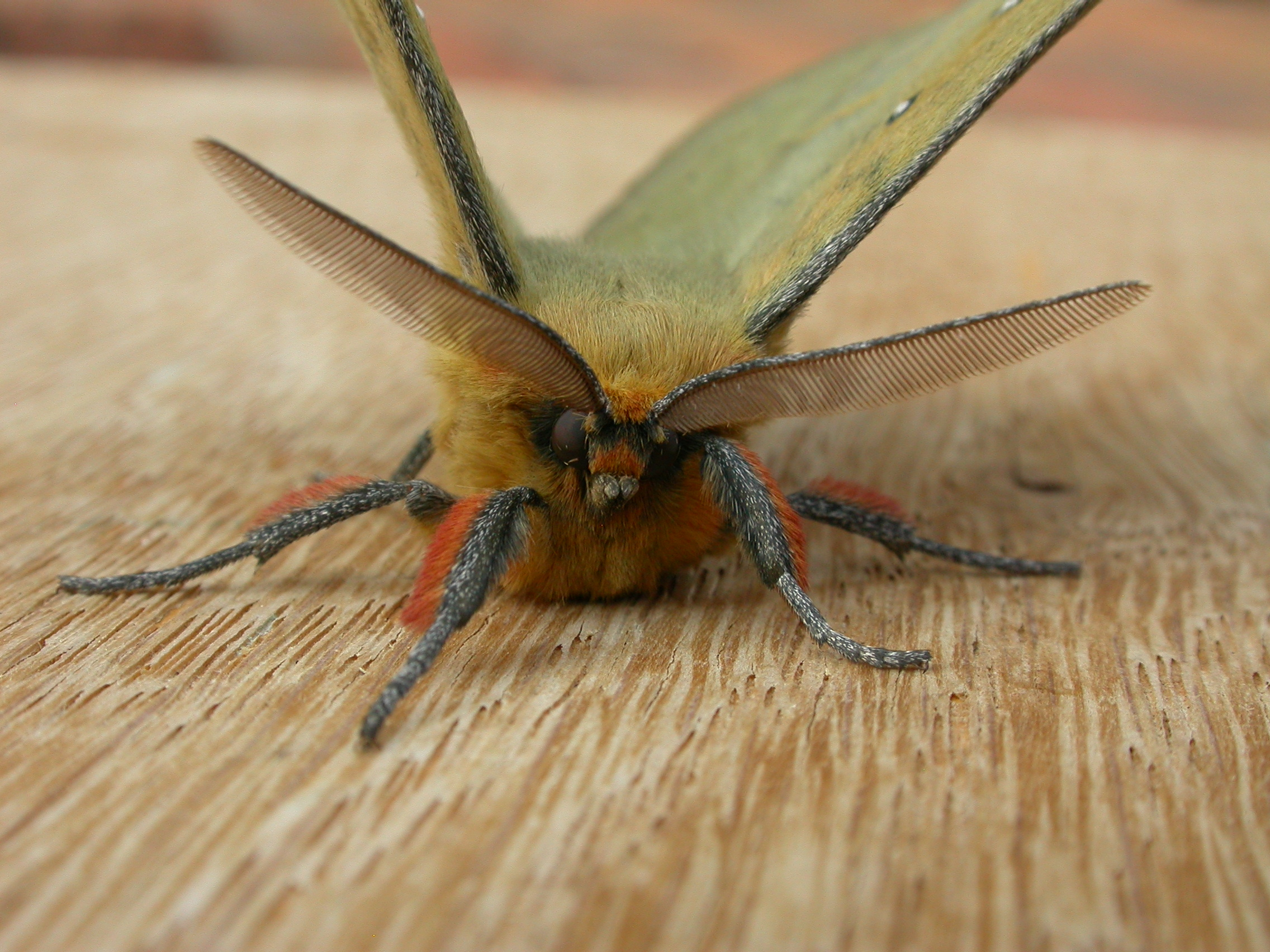
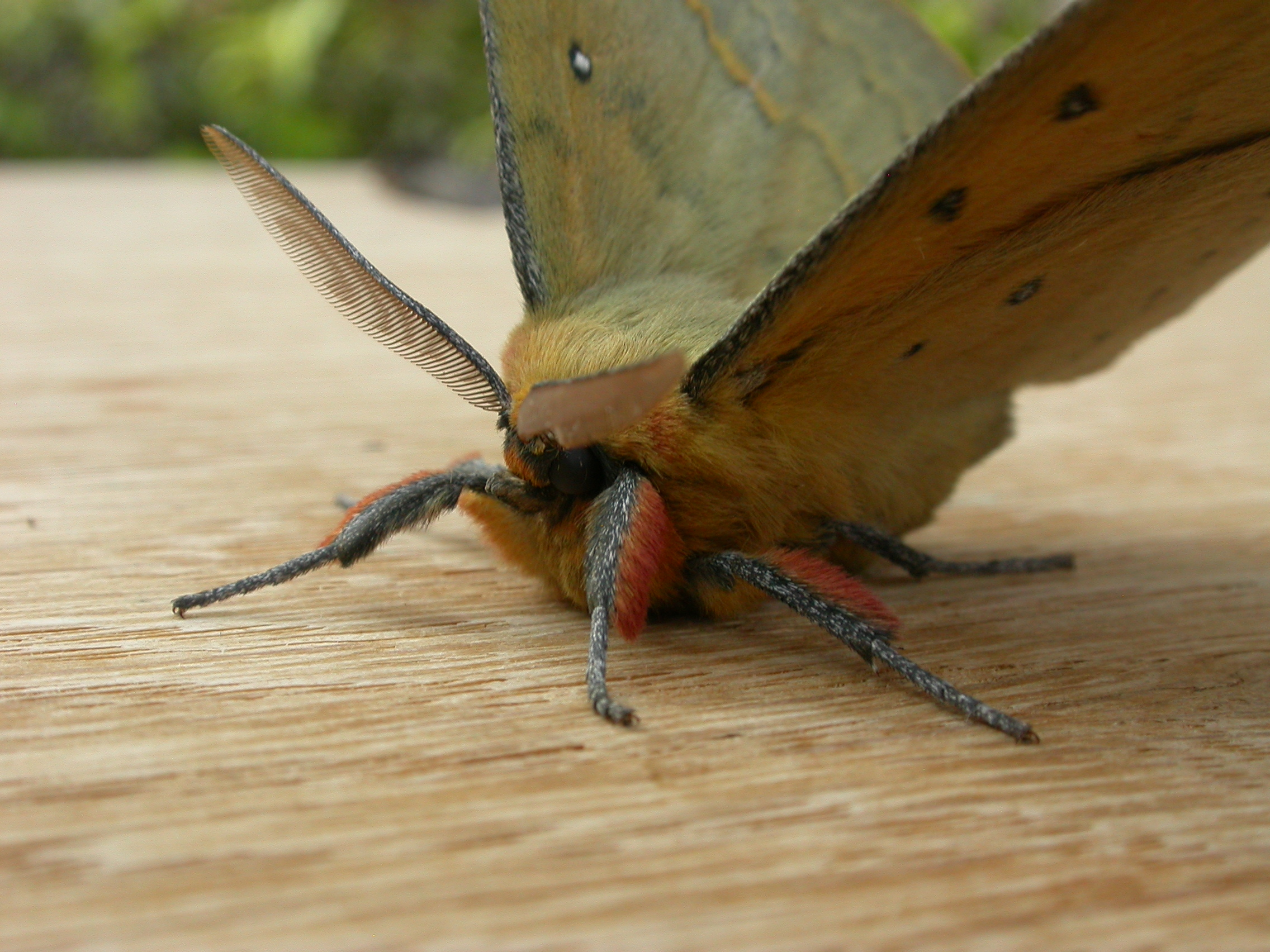